# Floris de Mérode-Westerloo
Floris de Mérode Marchese di Westerloo (in tedesco Florens I von Merode-Westerloo) (Ham-sur-Heure-Nalinnes, 20 dicembre 1598 – 2 ottobre 1638) è stato un militare belga.

## Biografia
Era figlio di Philippe I de Merode (3 luglio 1568 - 19 marzo 1627) e di Anna de Merode-Houffalize (? - 7 marzo 1625).
Partecipò alla Guerra dei trent'anni quale comandante dell'esercito imperiale e fu ritenuto dai suoi contemporanei, insieme a suo cugino Giovanni II di Mérode-Waroux tra i responsabili del disastro della battaglia di Oldendorf del 1633, combattuta contro le forze svedesi.

## Famiglia
Sposò Anna Maria Sidonia von Bronckhorst-Batenburg ed ebbe 3 figli:
- Ferdinand Philippe de Merode (1626 - 1653)
- Maximilian de Merode (1627 - 1675)
- Bona Albertine de Merode-Westerloo (2 luglio 1637 - 1718)

Un suo nipote Jean-Philippe-Eugène de Mérode-Westerloo, figlio di Maximilian de Merode, fu anch'egli un militare e feldmaresciallo imperiale.